# 나르키네과
나르키네과(Narcinidae)는 가오리류에 속하는 연골어류과의 하나이다. 해저 바닥에 사는 저생 어류이다. 거의 전세계의 온대와 열대 바다의 대륙붕과 섬 주변 지역에서 발견딘다. 외부의 위험에 대해 방어용으로 몸에서 전기를 내보낸다. 학명은 "마비"(paralysis)라는 의미의 그리스어 "나르케"(Narke)에서 유래했다.

## 하위 분류
- 벤토바티스속 (Benthobatis)
- Diplobatis
- Discopyge
- 나르키네속 (Narcine)